# Tour de Limousin 2019
La 52.ª edición del Tour de Limousin (oficialmente: Tour du Limousin-Nouvelle Aquitaine) se celebró entre el 21 y el 24 de agosto de 2019 con inicio en la ciudad de Condat-sur-Vienne y final en la ciudad de Limoges en Francia. El recorrido constó de un total de 4 etapas sobre una distancia total de 709,3 km.
La carrera hizo parte del circuito UCI Europe Tour 2019, dentro de la categoría 2.1, y fue ganada por el francés Benoît Cosnefroy del AG2R La Mondiale. Completaron el podio, como segundo y tercer clasificado respectivamente, los franceses Lilian Calmejane del Total Direct Énergie y el también francés Guillaume Martin del Wanty-Gobert.

## Equipos participantes
Tomarán la partida un total de 17 equipos, de los cuales 2 son de categoría UCI WorldTeam, 13 Profesional Continental y 2 Continental, quienes conformaron un pelotón de 116 ciclistas de los cuales terminaron 73. Los equipos participantes fueron:
| WorldTeams (2)- AG2R La Mondiale - Groupama-FDJ Equipos continentales profesionales (13)- Androni Giocattoli-Sidermec - Bardiani CSF - Caja Rural-Seguros RGA - Cofidis, Solutions Crédits - Delko-Marseille Provence - Euskadi Basque Country-Murias - Israel Cycling Academy - Nippo Vini Fantini Faizanè - Arkéa-Samsic - Total Direct Énergie - Vital Concept-B&B Hotels - W52-FC Porto - Wanty-Groupe Gobert Equipos continentales (2)- Natura4Ever-Roubaix Lille Métropole - Saint Michel-Auber 93 |
| |

## Recorrido
| Etapa     | Fecha     | Recorrido                                   | type                   | Distancia (km) | Ganador           | Líder            |
| --------- | --------- | ------------------------------------------- | ---------------------- | -------------- | ----------------- | ---------------- |
| 1.ª etapa | 21 de ago | Condat-sur-Vienne – Guéret                  | etapa escarpada        | 172,2          | Lilian Calmejane  | Lilian Calmejane |
| 2.ª etapa | 22 de ago | Base départementale de Rouffiac – Trélissac | etapa escarpada        | 182,9          | Mikel Aristi      | Lilian Calmejane |
| 3.ª etapa | 23 de ago | Chamboulive – Beynat                        | etapa de media montaña | 176,8          | Benoît Cosnefroy  | Benoît Cosnefroy |
| 4.ª etapa | 24 de abr | Confolens – Limoges                         | etapa escarpada        | 177,4          | Francesco Gavazzi | Benoît Cosnefroy |

## Clasificaciones finales
Las clasificaciones finalizaron de la siguiente forma:

### Clasificación general
| \| Clasificación general \| Clasificación general \| Clasificación general \| Clasificación general \| Clasificación general \| \| Ciclista \| Ciclista \| Equipo \| Tiempo \| \| \| --------------------- \| --------------------- \| ----------------------------- \| --------------------- \| --------------------- \| \| 1.º \| Benoît Cosnefroy \| AG2R La Mondiale \| 18 h 14 min 14 s \| \| \| 2.º \| Lilian Calmejane \| Total Direct Énergie \| + 15 s \| \| \| 3.º \| Guillaume Martin \| Wanty-Gobert \| + 17 s \| \| \| 4.º \| Mikel Aristi \| Euskadi Basque Country-Murias \| + 20 s \| \| \| 5.º \| Kristian Sbaragli \| Israel Cycling Academy \| + 31 s \| \| \| 6.º \| Rui Vinhas \| W52-FC Porto \| + 32 s \| \| \| 7.º \| Pierre Rolland \| Vital Concept-B&B Hotels \| + 34 s \| \| \| 8.º \| Sébastien Reichenbach \| Groupama-FDJ \| + 34 s \| \| \| 9.º \| Élie Gesbert \| Arkéa-Samsic \| + 34 s \| \| \| 10.º \| Anthony Delaplace \| Arkéa-Samsic \| + 38 s \| \| |                       |                               |                  |
| |                       |                               |                  |
| Fuente: ProCyclingStats |                       |                               |                  |
| Clasificación general |                       |                               |                  |
| Ciclista | Ciclista              | Equipo                        | Tiempo           |
| 1.º | Benoît Cosnefroy      | AG2R La Mondiale              | 18 h 14 min 14 s |
| 2.º | Lilian Calmejane      | Total Direct Énergie          | + 15 s           |
| 3.º | Guillaume Martin      | Wanty-Gobert                  | + 17 s           |
| 4.º | Mikel Aristi          | Euskadi Basque Country-Murias | + 20 s           |
| 5.º | Kristian Sbaragli     | Israel Cycling Academy        | + 31 s           |
| 6.º | Rui Vinhas            | W52-FC Porto                  | + 32 s           |
| 7.º | Pierre Rolland        | Vital Concept-B&B Hotels      | + 34 s           |
| 8.º | Sébastien Reichenbach | Groupama-FDJ                  | + 34 s           |
| 9.º | Élie Gesbert          | Arkéa-Samsic                  | + 34 s           |
| 10.º | Anthony Delaplace     | Arkéa-Samsic                  | + 38 s           |

### Clasificación por puntos
| Clasificación por puntos | Clasificación por puntos | Clasificación por puntos            | Clasificación por puntos | Clasificación por puntos |
| Ciclista                 | Ciclista                 | Equipo                              | Puntos                   |                          |
| ------------------------ | ------------------------ | ----------------------------------- | ------------------------ | ------------------------ |
| 1.º                      | Julien El Fares          | Delko Marseille Provence            | 11 pts                   |                          |
| 2.º                      | Morne van Niekerk        | Saint Michel-Auber 93               | 10 pts                   |                          |
| 3.º                      | Francesco Gavazzi        | Androni Giocattoli-Sidermec         | 7 pts                    |                          |
| 4.º                      | Romain Le Roux           | Arkéa-Samsic                        | 7 pts                    |                          |
| 5.º                      | Giovanni Carboni         | Bardiani CSF                        | 6 pts                    |                          |
| 6.º                      | Tom Dernies              | Natura4Ever-Roubaix Lille Métropole | 6 pts                    |                          |
| 7.º                      | Kristian Sbaragli        | Israel Cycling Academy              | 3 pts                    |                          |
| 8.º                      | Anthony Delaplace        | Arkéa-Samsic                        | 3 pts                    |                          |
| 9.º                      | Romain Combaud           | Delko Marseille Provence            | 3 pts                    |                          |
| 10.º                     | Sergio Román Martín      | Caja Rural-Seguros RGA              | 3 pts                    |                          |

### Clasificación de la montaña
| Clasificación de la montaña | Clasificación de la montaña | Clasificación de la montaña | Clasificación de la montaña | Clasificación de la montaña |
| Ciclista                    | Ciclista                    | Equipo                      | Puntos                      |                             |
| --------------------------- | --------------------------- | --------------------------- | --------------------------- | --------------------------- |
| 1.º                         | Morne van Niekerk           | Saint Michel-Auber 93       | 29 pts                      |                             |
| 2.º                         | Luca Covili                 | Bardiani CSF                | 16 pts                      |                             |
| 3.º                         | Francesco Gavazzi           | Androni Giocattoli-Sidermec | 11 pts                      |                             |
| 4.º                         | Julien El Fares             | Delko Marseille Provence    | 11 pts                      |                             |
| 5.º                         | Quentin Pacher              | Vital Concept-B&B Hotels    | 9 pts                       |                             |
| 6.º                         | Alexis Guérin               | Delko Marseille Provence    | 6 pts                       |                             |
| 7.º                         | Giovanni Carboni            | Bardiani CSF                | 6 pts                       |                             |
| 8.º                         | Benoît Cosnefroy            | AG2R La Mondiale            | 5 pts                       |                             |
| 9.º                         | Sergio Román Martín         | Caja Rural-Seguros RGA      | 5 pts                       |                             |
| 10.º                        | Anthony Delaplace           | Arkéa-Samsic                | 4 pts                       |                             |

### Clasificación de los jóvenes
| Clasificación del mejor joven | Clasificación del mejor joven | Clasificación del mejor joven       | Clasificación del mejor joven | Clasificación del mejor joven |
| Ciclista                      | Ciclista                      | Equipo                              | Tiempo                        |                               |
| ----------------------------- | ----------------------------- | ----------------------------------- | ----------------------------- | ----------------------------- |
| 1.º                           | Benoît Cosnefroy              | AG2R La Mondiale                    | 18 h 14 min 14 s              |                               |
| 2.º                           | Élie Gesbert                  | Arkéa-Samsic                        | + 34 s                        |                               |
| 3.º                           | Pierre Idjouadiène            | Natura4Ever-Roubaix Lille Métropole | + 41 s                        |                               |
| 4.º                           | Alejandro Osorio              | Nippo-Vini Fantini-Faizanè          | + 1 min 18 s                  |                               |
| 5.º                           | Jon Irisarri                  | Caja Rural-Seguros RGA              | + 2 min 49 s                  |                               |
| 6.º                           | Eddy Finé                     | VC Villefranche Beaujolais          | + 7 min 27 s                  |                               |
| 7.º                           | Mattia Frapporti              | Androni Giocattoli-Sidermec         | + 8 min 59 s                  |                               |
| 8.º                           | Juan Antonio López-Cózar      | Euskadi Basque Country-Murias       | + 11 min 59 s                 |                               |
| 9.º                           | Aurélien Paret-Peintre        | AG2R La Mondiale                    | + 12 min 24 s                 |                               |
| 10.º                          | Vincenzo Albanese             | Bardiani CSF                        | + 12 min 36 s                 |                               |

### Clasificación por equipos
| Clasificación por equipos | Clasificación por equipos           | Clasificación por equipos | Clasificación por equipos |
| Equipo                    | Equipo                              | Tiempo                    |                           |
| ------------------------- | ----------------------------------- | ------------------------- | ------------------------- |
| 1.º                       | Wanty-Groupe Gobert                 | 54 h 47 min 00 s          |                           |
| 2.º                       | Androni Giocattoli-Sidermec         | + 2 min 54 s              |                           |
| 3.º                       | Cofidis, Solutions Crédits          | + 3 min 38 s              |                           |
| 4.º                       | Delko-Marseille Provence            | + 3 min 42 s              |                           |
| 5.º                       | Natura4Ever-Roubaix Lille Métropole | + 5 min 16 s              |                           |
| 6.º                       | Vital Concept-B&B Hotels            | + 6 min 01 s              |                           |
| 7.º                       | Israel Cycling Academy              | + 7 min 36 s              |                           |
| 8.º                       | Arkéa-Samsic                        | + 9 min 54 s              |                           |
| 9.º                       | AG2R La Mondiale                    | + 12 min 53 s             |                           |
| 10.º                      | Euskadi Basque Country-Murias       | + 14 min 49 s             |                           |

## Evolución de las clasificaciones
| Etapa                   | Vencedor                | Clasificación general | Clasificación por puntos | Clasificación de la montaña | Clasificación de los jóvenes | Clasificación por equipos |
| ----------------------- | ----------------------- | --------------------- | ------------------------ | --------------------------- | ---------------------------- | ------------------------- |
| 1.ª                     | Lilian Calmejane        | Lilian Calmejane      | Anthony Delaplace        | Nicolas Baldo               | Benoît Cosnefroy             | Direct Énergie            |
| 2.ª                     | Mikel Aristi            | Lilian Calmejane      | Morne Van Niekerk        | Morne Van Niekerk           | Benoît Cosnefroy             | Direct Énergie            |
| 3.ª                     | Benoît Cosnefroy        | Benoît Cosnefroy      | Francesco Gavazzi        | Luca Covili                 | Benoît Cosnefroy             | Vital Concept-B&B Hotels  |
| 4.ª                     | Francesco Gavazzi       | Benoît Cosnefroy      | Julien El Fares          | Morne Van Niekerk           | Benoît Cosnefroy             | Wanty-Gobert              |
| Clasificaciones finales | Clasificaciones finales | Benoît Cosnefroy      | Julien El Fares          | Morne Van Niekerk           | Benoît Cosnefroy             | Wanty-Gobert              |

## UCI World Ranking
El Tour de Limousin otorgó puntos para el UCI World Ranking para corredores de los equipos en las categorías UCI WorldTeam, Profesional Continental y Equipos Continentales. Las siguientes tablas muestran el baremo de puntuación y los 10 corredores que obtuvieron más puntos:
| Posición              | 1.º | 2.º | 3.º | 4.º | 5.º | 6.º | 7.º | 8.º | 9.º | 10.º | 11.º | 12.º | 13.º-15.º | 16.º-25.º |
| Clasificación general | 125 | 85  | 70  | 60  | 50  | 40  | 35  | 30  | 25  | 20   | 15   | 10   | 5         | 3         |
| Por etapa             | 14  | 5   | 3   |     |     |     |     |     |     |      |      |      |           |           |
| Líder                 | 3   |     |     |     |     |     |     |     |     |      |      |      |           |           |

| Clasificación |              |        |         |       |       |       |
| Posición      | Ciclista     | Equipo | General | Etapa | Líder | Total |
| ------------- | ------------ | ------ | ------- | ----- | ----- | ----- |
| 1.º           | Bandera de ? |        | 125     |       |       |       |
| 2.º           | Bandera de ? |        | 85      |       |       |       |
| 3.º           | Bandera de ? |        | 70      |       |       |       |
| 4.º           | Bandera de ? |        | 60      |       |       |       |
| 5.º           | Bandera de ? |        | 50      |       |       |       |
| 6.º           | Bandera de ? |        | 40      |       |       |       |
| 7.º           | Bandera de ? |        | 35      |       |       |       |
| 8.º           | Bandera de ? |        | 30      |       |       |       |
| 9.º           | Bandera de ? |        | 25      |       |       |       |
| 10.º          | Bandera de ? |        | 20      |       |       |       |